# Ecce Homo (Ciseri)
El Ecce Homo es una pintura al óleo sobre lienzo elaborada por el artista italiano de origen suizo Antonio Ciseri, realizada en el año 1871. Actualmente situado en la Galería de Arte Moderno, Palazzo Pitti en Florencia. 

## Análisis
La obra fue encargada por el gobierno italiano en 1871, se trata de la pintura religiosa más sorprendente de Antonio Ciseri. Se describe una escena de la Pasión con fuertes connotaciones políticas, así como de denuncia y una potente humillación, el jefe romano Poncio Pilato, el personaje que sentenció el destino de Jesús, manifiesta ante la muchedumbre “Ecce Homo”; “este es el hombre”. Poncio Pilato inclinándose desde el balcón de un palacio hacia el pueblo, ofrenda tanto a Jesucristo como a Barrabás la condena. La pintura se enmarca perfectamente en un contexto histórico puntual gracias a la presencia de diversos detalles como la vestimenta antigua de los personajes, los centuriones romanos, diferentes elementos arquitectónicos, etc.
La figura principal, encontrada en medio de la composición en un pronunciado escorzo y vistiendo una túnica de color claro, es Poncio Pilato dirigiéndose a la gran multitud que se congrega bajo el balcón por el que se asoma este. Con su mano izquierda señala a Cristo que había sido acusado de conspiración contra el Imperio Romano. Por otro lado, Cristo viste una túnica escarlata habiendo sido despojado de sus propias vestimentas, para que fuera objeto de burla ya que el color rojo lo vestían los emperadores. También porta sobre su cabeza una corona de espinas.
Cada una de las figuras que se encuentran en el balcón se representan ajenas al espectador, en ningún momento dirigen su rostro hacia el espectador, sino que simplemente muestran su perfil o una vista de su cara. Salvo una figura, la mujer de Poncio Pilato que es la única que deja ver su rostro al espectador ya que avisa a su marido de que no tome partida en la sentencia de Cristo. La mujer posa su mano sobre una sirvienta para no desmayarse. 
Se puede destacar la gran habilidad del pintor en el uso de la luminosidad y el efecto sobresaliente de los blancos transparentes.

## Influencias y adaptaciones
El interés dado a mediados del siglo XIX por el estudio de los antiguos maestros italianos, caló especialmente en Ciseri, mostrando así en su pintura claras influencias rafaelescas. 
Gracias a su gran destreza para representar el drama, la pintura del artista se presenta como un calco fotográfico del suceso y sin lugar a dudas se vio influido por el invento de la fotografía cada vez más perfeccionado. 
Con respecto a los escultores que trabajaron en Sevilla, nos encontramos con Antonio Castillo Lastrucci quien se inspiró en dos cuadros de diferentes autores para diseñar la Presentación al Pueblo de la Hermandad de San Benito. Castillo Lastrucci conocía el lienzo de Ciseri, el cual imitó para realizar una composición parecida a la que puede verse en el paso que procesiona el Martes Santo en la Semana Santa de Sevilla. Al parecer, Castillo también tomó nota del lienzo del pintor húngaro Mihaly Munkacsy, que se alberga en el Museo Déri en Debrecen. En dicho Ecce Homo, se pueden apreciar diversas diferencias en cuanto al de Ciseri, el suceso se muestra desde donde se reúne el pueblo. 